# Myrmecoscopus minutus
Myrmecoscopus minutus är en insektsart som beskrevs av Evans 1966. Myrmecoscopus minutus ingår i släktet Myrmecoscopus och familjen dvärgstritar. Inga underarter finns listade i Catalogue of Life.